# 靜茹&情歌
『靜茹&情歌 別再為他流涙』（英題:FALL IN LOVE & SONGS.）は、中華圏芸能界で活動する歌手、梁静茹（フィッシュ・リョン）のアルバム。製作元は相信音楽。

## 解説
梁静茹10作目（ベスト盤、ライブ盤を合わせると14作目）となるアルバムである。
これまで梁静茹のCDはすべてロックレコードから発売されていたが、今回はユニバーサルミュージックが発売元になっている。『情人禮盒版』という仕様では2008年12月12日に発売されたシングル『幸福的抉擇 I do?』がセットになっており、1つのケースに異なる2社のCDが入ったものになっている（但し、どちらも製作は相信音楽である）。
収録曲のほとんどは、台湾のTVドラマ『敗犬女王』で使用された曲である。

## 収録曲

### CD 1
1. 別再為他流涙（3'59"）
作詞:黄婷、作曲:易桀齊、編曲:呉慶隆
2. 沒有如果（no if）（4'26"）
作詞:嚴爵、作曲:Soulja、編曲:嚴爵+朱敬然、RAP: 嚴爵
3. 用力抱著（4'32"）
作詞:小寒、作曲:朱敬然、編曲:呉慶隆
4. PK（3'40"）
作詞:姚若龍、作曲:曹格、編曲:涂惠源+覃楨 
  - 曹格（ゲイリー・ツァオ）とのデュエット曲
5. 情歌（4'20"）
作詞:陳沒、作曲:伍冠諺、編曲:陳建騏
6. 天燈（4'01"）
作詞:林夕、作曲:鄭楠、編曲:陳熙
7. 不敢當（4'12"）
作詞:林夕、作曲:鴉片丹、編曲:Kenn C
8. 愛情之所以為愛情（4'19"）
作詞:黄婷、作曲:周谷淳、編曲:史卡非
9. 屬於（4'06"）
作詞:陳沒、作曲:鴉片丹、編曲:WAVE G
10. 找個人（3'38"）
作詞:劉沁、作曲:劉沁、編曲:黄中岳
11. 風笛手（3'24"）
作詞:黄俊郎、作曲:朱敬然、編曲:呉慶隆
12. 兒歌（4'33"）
作詞:王海濤、作曲:李冰、編曲:伍冠諺

### CD 2
このアルバムに先駆けてリリースされたシングル『幸福的抉擇 I do?』と同じ内容である。
1. 屬於（4'06"）
作詞:陳沒、作曲:鴉片丹、編曲:WAVE G
2. PK（3'41"）
作詞:姚若龍、作曲:曹格、編曲:涂惠源+覃楨
3. 還是好朋友（4'04"）
作詞:林夕、作曲:黄韻玲
4. 不是我不明白（4'39"）
作詞:李焯雄、作曲:林倛玉
5. way back into love（4'35"）
作詞:Adam Schlesinger、作曲:Adam Schlesinger